# Действующее вещество
Действующее вещество, активное вещество, фармацевтическая субстанция (активная фармацевтическая субстанция, АФС) или компонент — химическое вещество или уникальная биологическая субстанция в составе лекарственного препарата, с физиологическим действием которой на организм связывают его лечебные свойства. Российское законодательство относит фармацевтические субстанции к лекарственным средствам.
Действующих (активных) веществ в составе одного лекарственного препарата может быть несколько, такой препарат называется комбинированным. Кроме действующего вещества в состав лекарства могут входить и неактивные наполнители. Наполнители не должны оказывать влияние на высвобождение действующего вещества или процесс всасывания.

### Терапевтический эффект
Для того, чтобы действующее вещество давало оптимальный терапевтический эффект, его концентрация в месте действия должна быть адекватной в течение определённого периода времени.
Одно и то же действующее вещество, в зависимости от его биодоступности и её специфики по-разному оказывает терапевтическое действие в различной лекарственной форме, содержащей это активное вещество.
Ранее возникали проблемы при лечении некоторыми препаратами (например, дигоксином, фенитоином, примидоном), которые были связаны с разницей биодоступности. В этой связи необходимо знать путь поступления действующего вещества в системный кровоток (форма приема или способ введения) и, соответственно, к месту его действия.
Сравнение терапевтических свойств двух медицинских препаратов, содержащих одно и то же действующее вещество, имеет ключевое значение для оценки взаимозаменяемости оригинального препарата и его копий (дженериков). Если исходить из того, что при сопоставимой динамике концентраций в плазме у одного и того же пациента будут сопоставимыми концентрации вещества в месте действия и, соответственно, терапевтические эффекты, то фармакокинетические данные можно использовать вместо результатов лечения для подтверждения эквивалентности двух препаратов (биоэквивалентности).

### Фармацевтическая эквивалентность
Медицинские препараты считают фармацевтически эквивалентными, если они содержат одинаковое количество одного и того же действующего вещества в одинаковых лекарственных формах, соответствующих одинаковым или сопоставимым стандартам производства.
Фармацевтическая эквивалентность необязательно предполагает биоэквивалентность, так как особенности наполнителей и/или процесса производства могут привести к более быстрому или медленному растворению и/или всасыванию.

### Фармацевтические альтернативы
Медицинские препараты считают фармацевтическими альтернативами, если они содержат одно и то же действующее вещество, но отличаются по химической форме этого вещества (соль, эфир и т. д.) или лекарственной форме или дозе.
Одно и то же количество действующего вещества в различных фармацевтических альтернативах (лекарственных формах), например обычная и ородисперсная таблетка, обладает различной биодоступностью.

### Аналогичные препараты (дженерики)
В ЕС в настоящее время используется следующее определение аналогичных препаратов — Медицинский препарат считают фактически аналогичным оригинальному препарату, если они имеют одинаковые качественный и количественный состав (действующие вещества), выпускаются в одной и той же лекарственной форме и являются биоэквивалентными, за исключением тех случаев, когда научные данные свидетельствуют о том, что дженерик отличается от оригинального препарата по безопасности и эффективности.
Обычно полагают, что для препаратов немедленного высвобождения концепция фактического сходства распространяется также на различные пероральные формы (таблетки и капсулы), содержащие одно и то же действующее вещество.
Возможные отличия аналогичных медицинских препаратов могут быть связаны с особенностями неактивных компонентов и методов производства, которые в конечном итоге могут оказать влияние на безопасность и эффективность. Исследование биоэквивалентности позволяет убедиться в том, что подобные отличия не отражаются на скорости и степени всасывания лекарственных форм немедленного высвобождения.

### Терапевтическая эквивалентность
Медицинский препарат считают терапевтически эквивалентным другому препарату, если он содержит то же действующее вещество и не отличается по клинической эффективности и безопасности от препарата, эффективность и безопасность которого установлены.
На практике подтверждение биоэквивалентности чаще всего позволяет обосновать терапевтическую эффективность лекарственных препаратов, которые являются фармацевтически эквивалентными или фармацевтическими альтернативами, при условии, что они содержат неактивные компоненты, не оказывающие влияния на безопасность и эффективность и соответствующие требованиям к маркировке
Однако в некоторых случаях при сопоставимой степени, но разной скорости всасывания (различной биодоступности) препараты можно считать терапевтическими эквивалентными, если эти различия не имеют клинического значения. Либо проводится клиническое исследование, подтверждающее, что различия скорости всасывания имеют терапевтическое значение для определённой лекарственной формы.